# Justo Gilberto
Justo Gilberto González Expósito (Santa Cruz de Tenerife, Canarias, 4 de octubre de 1942- ibídem, 12 de mayo de 2012) fue un futbolista español que jugaba en la posición de centrocampista.

## Trayectoria
Debutó en 1961 con 20 años en Primera División en el fugaz paso del Club Deportivo Tenerife por esa categoría. En Segunda División consigue su mejor marca goledadora con 13 tantos en la temporada 1966-67. 
En 1967 ficha por la Unión Deportiva Las Palmas, en donde se le apoda Gilberto II por coincidir en este equipo con Gilberto Rodríguez Pérez. Permaneciendo en la UD Las Palmas hasta 1974. Ese año vuelve al equipo donde debutó, jugando en él tres temporadas antes de retirarse.
Falleció en su ciudad natal el 12 de mayo de 2012.

## Clubes
| Club          | Temporada | Categoría        |
| ------------- | --------- | ---------------- |
| CD Tenerife   | 1961-62   | Primera División |
| CD Tenerife   | 1962-63   | Segunda División |
| CD Tenerife   | 1963-64   | Segunda División |
| CD Tenerife   | 1964-65   | Segunda División |
| CD Tenerife   | 1965-66   | Segunda División |
| CD Tenerife   | 1966-67   | Segunda División |
| UD Las Palmas | 1967-68   | Primera División |
| UD Las Palmas | 1968-69   | Primera División |
| UD Las Palmas | 1969-70   | Primera División |
| UD Las Palmas | 1970-71   | Primera División |
| UD Las Palmas | 1971-72   | Primera División |
| UD Las Palmas | 1972-73   | Primera División |
| UD Las Palmas | 1973-74   | Primera División |
| CD Tenerife   | 1974-75   | Segunda División |
| CD Tenerife   | 1975-76   | Segunda División |
| CD Tenerife   | 1976-77   | Segunda División |